# Piskorovce
Piskorovce jsou obec na Slovensku v okrese Vranov nad Topľou ležící na úpatí Ondavské vrchoviny. Žije zde 117 obyvatel.
První písemná zmínka o obci pochází z roku 1408. Nachází se zde řeckokatolický chrám Ochrany Přesvaté Bohorodičky.